# Titina (film)
Titina è un film d'animazione del 2022 diretto da Kajsa Næss.
Il film è ispirato a eventi reali che nel 1926 videro l'ingegnere aeronautico italiano Umberto Nobile e l'esploratore norvegese Roald Amundsen intraprendere una spedizione verso il polo nord con il dirigibile «Norge». Il personaggio che dà il titolo al film è Titina, la cagnolina jack russell terrier di Umberto Nobile.

## Trama
Roma, 1978. L'anziano Umberto Nobile trascorre una placida giornata insieme alla cagnetta Titina nella sua casa vicino al Cinema America. L'animale, che conserva la sua indole giocosa nonostante l'età molto avanzata, si ritrova a curiosare fra gli scaffali della libreria, rovesciandone tutto il contenuto. Mentre un divertito Nobile aiuta la fidata amica a quattro zampe a uscire dal cumulo di cimeli, la sua attenzione viene catturata da una vecchia pellicola, che decide quindi di proiettare. I fotogrammi in bianco e nero (nella realtà filmati d'archivio) mostrano le immagini della spedizione del dirigibile «Norge», alla quale l'uomo aveva preso parte insieme proprio a Titina. I ricordi dell'impresa cominciano allora ad affiorare nella mente di Nobile, riportandolo indietro negli anni.
Nella Roma del 1925, Titina è un vivace cucciolo randagio che si aggira per le strade in cerca di cibo. Messa bruscamente alla porta da un macellaio al quale aveva sottratto delle salsicce, la cagnolina si imbatte proprio in Umberto Nobile, ai tempi un giovane ingegnere già affermato per il suo lavoro sui dirigibili. Nonostante l'iniziale diffidenza, l'uomo decide infine di adottare la trovatella e di portarla dalla sua famiglia, presentandola come Titina, ispirandosi alla celebre canzone Io cerco la Titina.
Nel frattempo, i risultati ottenuti dall'ingegnere superano i confini italiani, giungendo all'attenzione del celebre esploratore norvegese Roald Amundsen. Ormai avanti con gli anni, Amundsen conserva però il suo grande sogno di raggiungere il Polo Nord, vedendo finalmente una concreta possibilità di successo proprio grazie ai velivoli progettati da Nobile: l'esploratore decide quindi di telefonare a Roma, chiedendo all'ingegnere di realizzare un dirigibile in grado di raggiungere il Polo Nord. Entusiasmato dall'idea dell'impresa, Nobile accetta la proposta e inizia a progettare l'aerostato, sempre affiancato dall'inseparabile Titina.
Al termine dei lavori, l'ingegnere invita Amundsen alla festa di inaugurazione. Al ricevimento si presenta anche un tronfio Benito Mussolini, intenzionato ad assumersi il merito di ogni iniziativa ideata in Italia, ma non basta a frenare l'entusiasmo dei due soci: Nobile e Amundsen sono ormai concentrati sulla loro impresa. Nonostante i caratteri molto diversi (espansivo e sognatore Nobile, più pragmatico e distaccato Amundsen) fra i due si instaura anche una sincera amicizia. 
Arriva infine il giorno della partenza: Nobile e Titina si imbarcano sul dirigibile Norge, partendo da Roma in direzione delle Isole Svalbard, dove Amundsen e i suoi collaboratori si uniscono alla spedizione. Il velivolo procede dunque verso il Polo Nord, ma le differenze fra l'italiano e il norvegese cominciano a manifestarsi, incrinando il rapporto fra i due; la spedizione tuttavia ha successo, e in pochi giorni l'equipaggio raggiunge il Polo Nord. Proseguendo verso l'Alaska, scelta come tappa successiva, il dirigibile si guasta nel corso di un'accesa discussione fra Nobile e Amundsen, costringendo l'equipaggio a un atterraggio di fortuna; ormai giunti ai ferri corti, i due capi della spedizione prendono strade separate, seguiti dai rispettivi equipaggi. Nel trambusto si è inoltre smarrita Titina, che un preoccupato Nobile cerca incessantemente. La piccola jack russell terrier vaga coraggiosamente in mezzo ai ghiacci, giungendo infine all'alloggio dei norvegesi; abituato a ragionare in termini di cruda sopravvivenza, Amundsen decide però senza porsi scrupoli di mangiare l'animale cucinandolo in una pentola. Fortunatamente, Nobile giunge in tempo per salvare Titina, ma la scoperta delle intenzioni del vecchio amico lo manda su tutte le furie, perciò esce dalla capanna con in braccio Titina, sbattendo la porta e chiudendo per sempre con l'esploratore.
Tornato in patria, l'ingegnere viene accolto con grandi onori, ricevendo anche il plauso di Mussolini. Leggendo i giornali, Nobile scopre però che Amundsen si è attribuito il merito della spedizione e della scoperta del Polo Nord, e ne rimane ferito nell'orgoglio. Questo fatto cambia profondamente l'ingegnere, che nel frattempo è stato nominato generale: consumato dall'ambizione di rivalsa su Amundsen, Nobile diventa freddo e scontroso, perfino nei confronti della stessa Titina, e si reca da Mussolini per organizzare una seconda spedizione. Facendo leva sulla retorica patriottica del futuro dittatore, Nobile riesce a realizzare un dirigibile battezzato «Italia» e dal colore nero corvino.
Inizia dunque un secondo viaggio verso il Polo Nord, nel quale Titina sembra quasi non riconoscere più quello che un tempo era il suo affettuoso padrone. In più, la spedizione incontra ben presto dei grossi problemi dovuti alle condizioni meteorologiche particolarmente avverse: i motori dell'aerostato si bloccano a causa della temperatura estrema, e il dirigibile precipita sui ghiacci; l'equipaggio è salvo, ma Nobile rimane ferito a una gamba e la radio non sembra funzionare. In Italia, Mussolini e il suo sottoposto Italo Balbo apprendono dello schianto e decidono di voltare le spalle all'equipaggio e di non inviare una squadra di soccorso.
Nel frattempo, Amundsen riceve la notizia dell'incidente e ripensa con nostalgia al vecchio amico. Consapevole del rischio, l'anziano esploratore saluta la moglie e si imbarca su un aereo nel tentativo di soccorrere Nobile. Ben presto, il norvegese arriva a sorvolare un punto vicino alla posizione dell'equipaggio bloccato; Titina avvista l'aereo, ma il suo padrone, avendo riconosciuto Amundsen, si rifiuta di lanciare il razzo di segnalazione che gli avrebbe permesso di individuarli. Amundsen continua così la sua ricognizione, finché le eliche del suo velivolo perdono potenza a causa del freddo polare. Resosi conto della fine imminente, Amundsen si toglie gli occhiali e si prepara allo schianto.
Nobile, Titina e l'equipaggio del dirigibile vengono fortunatamente contattati via radio e portati in salvo. Una volta tornato in patria, Nobile apprende però della scomparsa di Amundsen durante le operazioni di ricerca del relitto, venendo colto da un profondo senso di colpa e realizzando troppo tardi di essere stato consumato dal suo orgoglio.
Nel 1978, terminata la visione della pellicola, Nobile sorride affettuosamente a Titina, che è rimasta al suo fianco per tutti questi anni. Riponendo di nuovo lo scatolone sullo scaffale rialzato, però, fuoriesce un altro oggetto: si tratta del razzo segnalatore che Nobile non aveva voluto lanciare al passaggio di Amundsen. La vista del cimelio provoca all'uomo un improvviso malore, costringendolo ad accasciarsi sul pavimento. Titina accorre allora accanto al padrone, che la saluta per un'ultima volta. La dolce cagnolina si corica allora sulla sua cuccia, quando un vento magico la trascina sopra le nuvole: Titina si ritrova nuovamente al fianco di Nobile, improvvisamente tornato giovane, a solcare i cieli su un dirigibile. A loro si accosta Amundsen, alla guida del suo aereo, che saluta l'amico ritrovato con un affettuoso «Te la sei presa comoda, eh?».

## Produzione
Il film è stato realizzato secondo l'animazione tradizionale dallo stesso team che si è occupato del film Appuntamento a Belleville (2003) e del cortometraggio The Danish Poet (2006), e prodotto da Mikrofilm e Vivi Film con un budget di 8,5 milioni di dollari; inoltre sono stati integrati anche filmati di repertorio, sia per abbattere i costi di alcune scene animate che per costruire le personalità dei personaggi.
La regista Kajsa Næss (al suo esordio con un lungometraggio) ha dichiarato di aver voluto creare un mix tra realismo e umorismo, e fare in modo che il pubblico potesse riconoscersi in una storia che parla di fragilità, coraggio e perdita. Fonti d'ispirazione sono stati, fra gli altri, registi come Wes Anderson, Jacques Tati, Federico Fellini e Yasujirō Ozu, nonché film d'animazione come Porco Rosso ed Ernest & Celestine, e film live-action come Le vacanze del signor Hulot e La mia vita a quattro zampe.
Tutta la pre-produzione è stata fatta a Oslo, mentre la produzione è stata spostata a Bruxelles; nel complesso ci sono voluti circa tre anni e mezzo, con l'impiego di 350 persone e un cane. Le scene che riguardano l'Italia sono caratterizzate da toni caldi giallo-arancio, mentre quelle della Norvegia da toni blu e freddi.

## Promozione
Il trailer ufficiale in lingua originale è stato pubblicato online il 21 giugno 2022, mentre quello in italiano il 24 agosto 2023.

## Distribuzione
Titina è stato presentato in anteprima mondiale all'Animation is Film Festival di Los Angeles il 23 ottobre 2022 e distribuito nei cinema norvegesi da Norsk Film Distribusjon. In Italia (dove è stato proiettato inizialmente al Giffoni Film Festival) uscirà il 14 settembre 2023 tramite BiM Distribuzione.

## Accoglienza
Il film ha ottenuto recensioni brillanti. May Synnøve Rogne di Aftenposten lo ha definito «un'impresa cinematografica», Espen Svenningsen Rambøl di Dagsavisen lo ha proclamato «un futuro classico», Guri Kulås di Klassekampen lo ha considerato «un trionfo per l'artigianato e il più grande film d'animazione norvegese da Flåklypa Grand Prix», mentre Jon Inge Faldalen di Rushprint ha scritto che «riempie la tela di colori e movimenti, voci e musica – in contrasto con le clip di archivio in bianco e nero – parzialmente raccontate nella prospettiva della cagnolina, con curiosità e giocosità».

## Riconoscimenti
- 2023 – Children KinoFest[17]
  - Candidatura per il miglior film
- 2023 – Cartoon Movie[18]
  - Produttori dell'anno
- 2023 – Premio Amanda[19]
  - Candidatura per la miglior colonna sonora
  - Candidatura per il miglior film per bambini
- 2023 – Tokyo Anime Award[20]
  - Premio di Eccellenza
- 2023 – Zlín Film Festival[21]
  - Miglior film (Giuria dei bambini)
  - Premio Karel Zeman